# Podvodni hokej
Podvodni hokej (tudi (angleško) Octopush, Underwater hockey ali UWH) je dinamičen vodni šport, pri katerem skušata dve moštvi (ekipi) pod vodo spraviti pak v nasprotnikov gol. 

## Zgodovina
Prva igra podvodnega hokeja je bila odigrana leta 1954 v britanskem klubu British SubAqua. Igra je bila prvič predstavljena v časopisu Neptune v novembrski številki leta 1954. Prvotno ime je bilo porivalci, oziroma v angleščini »The pushers«. Kasneje se je prijelo ime »Octopush« iz »oct-« za osem igralcev in »-push« za porivanje. Ker niso imeli šestnajstih igralcev, se je uveljavilo šest igralcev v vodi in dve menjavi. Ime »underwater hockey« oz. podvodni hokej se je prijelo šele v kasnejšem obdobju. Drugo pomembnejše središče za razvoj podvodnega hokeja je bilo v Južnoafriški republiki, kjer se je igra razvila leta 1961. Leta 1975 so naredili promocijsko turnejo po Evropi. Leta 1980 je bilo prvo svetovno prvenstvo v Vancouvru v Kanadi. Leta 1995 se je prva ekipa iz Slovenije udeležila Evropskega prvenstva v Amersfordu na Nizozemskem. 
Danes je podvodni hokej najbolj popularen v Avstraliji, Novi Zelandiji, Južnoafriški Republiki, Veliki Britaniji, Nizozemski, Franciji in še okoli trideset državah po vsem svetu. Svetovna prvenstva so vsake dve leti, zadnje prvenstvo je bilo leta 2008 v Durbanu v Južnoafriški Republiki. Aktualni svetovni prvaki pri moških so Francozi, pri ženskah pa Avstralke. Vsaki dve leti se odvija tudi evropsko prvenstvo, ki je bilo leta 1999 organizirano v Kranju. Leta 2005 je EP potekalo v Marseillu. Slovenska reprezentanca je osvojila četrto mesto, aktualni evropski prvaki pa so Nizozemci. Poleg tega je vsako leto organizirano tudi evropsko klubsko prvenstvo, ki je bilo leta 2007 v Kranju.

## Oprema in pravila igre
Vsak igralec ima masko, dihalko, plavutke, zaščitno rokavico in kapo za vaterpolo za lažje ločevanje ekip. Palice oz. pusherji so lahko narejene doma ali kupljene, dolge morajo biti največ 30 cm in široke največ 10 cm, morajo biti iz materiala, ki plava na vodi (les, plastika) in so obarvane v belo oz. črno barvo, za lažje ločevanje igralcev pod vodo. Zaščitne rokavice so po navadi izdelane doma.
Igrišče je veliko 25×15 m in globoko dva metra ali več. Na vsaki strani je tri metre dolg kovinski gol (žleb), v katerega je potrebno spraviti pak. Pak je izdelan iz svinca in plastike, velik je 3x8 cm in težak okoli 1,3 kg. 
Vsaka ekipa ima šest igralcev v vodi in do štiri menjave, ki čakajo na robu bazena. Menjava igralcev se lahko opravlja v vsakem trenutku igre, vendar mora igralec, ki odhaja iz igre povsem zapustiti vodo, preden ga lahko nadomesti nov. 
Igra se začne tako, da vsaka ekipa na svoji strani bazena čaka na začetni signal, pak pa je na dnu bazena na sredini igrišča. Na znak se obe ekipi poženeta in skušata priti do paka pred nasprotno ekipo. Med igro se lahko igralci paka dotaknejo le s palico, s katero vodijo pak po dnu bazena oziroma ga z močnim sunkom vzdignejo z dna in podajo soigralcu. Igra ni kontaktna, kar pomeni, da ni dovoljeno oviranje nasprotnih igralcev.
Sodniki so trije: dva v vodi, ki spremljata dogajanje in eden na robu bazena, ki daje zvočne signale. Za manjše prekrške lahko sodnik dosodi ti. prednostni pak, za težje pa tudi izključi igralca za določen čas ali do konca igre.

## Slovenija
V Sloveniji se priljubljenost podvodnega hokeja iz leta v leto povečuje. Trenutno so aktivni trije klubi podvodnega hokeja: ph Ljubljana, ki ima tri ekipe, ter ph Kranj Arhivirano 2005-08-17 na Wayback Machine. in ph Velenje vsak s po eno ekipo. Vsako leto poteka državno prvenstvo, ter nekaj mednarodnih turnirjev, med drugim tudi turnirjev Alpske lige v Kranju in Ljubljani z zelo dobro mednarodno udeležbo.
Aktiven je tudi forum o podvodnem hokeju Arhivirano 2005-04-07 na Wayback Machine. v slovenščini, kjer potekajo pogovori o igri, taktiki in vsem ostalem, kar je povezano s podvodnim hokejem.